# Coppa Italia 1937/1938
Pátý ročník Coppa Italia (italského fotbalového poháru) se konal od 5. září 1937 do 8. května 1938. Soutěž skončila vítězstvím Juventusu, který porazil ve finále městského rivala Turín 3:1 a 2:1. Nejlepším střelcem se stal italský hráč Giuseppe Meazza (Ambrosiana-Inter), který vstřelil 8 branek.

## Účastníci

### Serie A
| - Ambrosiana-Inter - Atalanta - Bari - Boloňa | - Fiorentina - Janov - Juventus - Lazio | - Liguria - Livorno - Lucchese - Milán | - Neapol - Řím - Turín - Triestina |

### Serie B
| - Alessandria - Anconitana-Bianchi - Benátky - Brescia - Cremonese | - Messina - Modena - Novara - Padova | - Palermo - Pisa - Pro Vercelli - Sanremese | - Spezia - Taranto - Verona - Vigevano |

### Serie C
| - Acqui - Alfa Romeo - Ampelea - Andrea Doria - Aquila - Asti - Audace SME - Baracca Lugo - Bagnolese - Biellese - Cagliari - Carpi - Casale - Catania - Catanzarese - Civitavecchia - Cosenza - Crema - Cusiana - Derthona | - Empoli - Entella - Falck - Fanfulla - Fano - Ferroviario Catania - Fiumana - Foggia - Forlì - Forlimpopoli - Galbani - Gallaratese - Grion Pula - Grosseto - Imperia - Isotta Fraschini - Jesi - Lecce - Lecco - Legnano | - Rimini - Macerata - Manfredonia - Manlio Cavagnaro - Mantova - Marzotto Valdagno - MATER - Monza - Parma - Pavese Luigi Belli - Piacenza - Pinerolo - Pistoiese - Pontedera - Ponziana - Potenza - Prato - Pro Gorizia - Pro Patria - Ravenna | - Reggiana - Rovigo - SAFFA Fucecchio - Salernitana - Savona - Sempre Avanti - Seregno - SIAI Marchetti - Siena - Signa - SIME Popoli - SPAL - Stabia - Treviso - Udinese - Vado - Varese - VP Viareggio - Vicenza |

## Zápasy

### Kvalifikace
Zápasy byly na programu 5. a 12. září 1937.
Kvalifikačního kola se účastnilo 34 klubů ze 3. ligy.
Poznámky
|  | Postup do dalšího kola |

| Domácí             | Výsledek     | Hosté               |
| ------------------ | ------------ | ------------------- |
| Casale             | 5:1          | Derthona            |
| Catanzarese        | 2:0          | Ferroviario Catania |
| Civitavecchia      | 1:2          | MATER               |
| Cusiana            | 4:2          | Gallaratese         |
| Fanfulla           | 1:0          | Alfa Romeo          |
| Fiumana            | 3:0          | Grion Pula          |
| Grosseto           | 3:3 a 0:1    | Siena               |
| Aquila             | 1:0 v prodl. | SIME Popoli         |
| Mantova            | 1:2          | Audace SME          |
| Pavese Luigi Belli | 3:4          | Vigevano            |
| Piacenza           | 2:1          | Galbani             |
| Pontedera          | 4:2          | SAFFA Fucecchio     |
| Potenza            | 2:0          | Manfredonia         |
| Ravenna            | 4:2          | Fano                |
| Rovigo             | 2:0          | Forlimpopoli        |
| Savona             | 3:1          | Pontedecimo         |
| Bagnolese          | 1:0          | Isotta Fraschini    |

### 1. kvalifikační kolo
Zápasy byly na programu mezi 12. září a 28. října 1937.
| Domácí            | Výsledek     | Hosté          |
| ----------------- | ------------ | -------------- |
| Asti              | 3:0          | Cusiana        |
| Casale            | 4:4 a 0:3    | Aquila         |
| Acqui             | 3:2 v prodl. | Pinerolo       |
| Audace SME        | 2:1          | Rovigo         |
| Biellese          | 4:2          | Casale         |
| Cagliari          | 1:1 a 0:4    | MATER          |
| Catanzarese       | 0:2          | Catania        |
| Manlio Cavagnaro  | 1:2          | Savona         |
| Cosenza           | 0:2          | Salernitana    |
| Fiumana           | 2:3          | Ampelea        |
| Forlì             | 1:1 a 0:3    | Carpi          |
| Imperia           | 1:2          | Andrea Doria   |
| Lecce             | 2:1          | Stabia         |
| Marzotto Valdagno | 3:0          | Udinese        |
| Parma             | 0:2          | Piacenza       |
| Sempre Avanti     | 2:0          | VP Viareggio   |
| Pistoiese         | 0:2          | Empoli         |
| Ponziana          | 3:0          | Pro Gorizia    |
| Potenza           | 3:2          | Foggia         |
| Prato             | 3:0          | Siena          |
| Pro Patria        | 4:2          | Monza          |
| Signa             | 1:2          | Pontedera      |
| Ravenna           | 3:2          | Jesi           |
| Reggiana          | 1:0          | Fanfulla       |
| Rimini            | 3:1          | Macerata       |
| Seregno           | 3:1          | Falck          |
| SPAL              | 3:1          | Baracca Lugo   |
| Vado              | 2:0          | Entella        |
| Varese            | 2:1          | Crema          |
| Vicenza           | 2:0          | Treviso        |
| Legnano           | 1:2          | SIAI Marchetti |
| Vigevano          | 5:3          | Lecco          |

### 2. kvalifikační kolo
Zápasy byly na programu mezi 31. října a 1. listopadu 1937.
| Domácí      | Výsledek     | Hosté             |
| ----------- | ------------ | ----------------- |
| Ampelea     | 0:2          | Ponziana          |
| Asti        | 2:4          | Acqui             |
| Biellese    | 3:1 v prodl. | Andrea Doria      |
| Carpi       | 0:1          | Reggiana          |
| Catania     | 3:1          | Potenza           |
| Aquila      | 1:0          | MATER             |
| Piacenza    | 0:1          | SIAI Marchetti    |
| Pontedera   | 4:3          | Empoli            |
| Prato       | 4:1          | Sempre Avanti     |
| Pro Patria  | 4:0          | Seregno           |
| Rimini      | 5:2 v prodl. | Ravenna           |
| Salernitana | 2:0          | Lecce             |
| SPAL        | 3:1          | Marzotto Valdagno |
| Vicenza     | 2:1          | Audace SME        |
| Vigevano    | 0:1          | Varese            |
| Savona      | 3:2 v prodl. | Vado              |

### 3. kvalifikační kolo
Zápasy byly na programu 4. a 11. listopadu 1937.

Účastnilo se jí všechny kluby ze Serie B.
| Domácí             | Výsledek     | Hosté       |
| ------------------ | ------------ | ----------- |
| Anconitana-Bianchi | 3:0          | Messina     |
| Biellese           | 0:4          | Brescia     |
| Modena             | 8:0          | Rimini      |
| Novara             | 6:1          | Pro Patria  |
| Palermo            | 4:1          | Catania     |
| Pontedera          | 4:3          | Pisa        |
| Prato              | 1:3          | Aquila      |
| Pro Vercelli       | 1:2          | Alessandria |
| Salernitana        | 2:2 a 0:3    | Taranto     |
| Savona             | 5:2          | Acqui       |
| SIAI Marchetti     | 2:1 v prodl. | Reggiana    |
| SPAL               | 1:0          | Padova      |
| Spezia             | 2:1          | Sanremese   |
| Varese             | 4:2          | Cremonese   |
| Benátky            | 3:1          | Ponziana    |
| Vicenza            | 2:0          | Verona      |

### Šestnáctifinále
Zápasy byly na programu 5. a 8. prosince 1937.

Účastnilo se jí všechny kluby ze Serie A.
| Domácí             | Výsledek           | Hosté          |
| ------------------ | ------------------ | -------------- |
| Atalanta           | 3:0                | Livorno        |
| Novara             | 1:1 a 0:2          | Alessandria    |
| Neapol             | 2:0                | Palermo        |
| Anconitana-Bianchi | 3:5 v prodl.       | Bari           |
| Liguria            | 1:1 a 3:2 v prodl. | Fiorentina     |
| Varese             | 0:2                | Milán          |
| SPAL               | 1:0                | Lucchese       |
| Spezia             | 2:4                | Turín          |
| Modena             | 2:3                | SIAI Marchetti |
| Benátky            | 2:1                | Triestina      |
| Juventus           | 4:1                | Aquila         |
| Pontedera          | 1:3 v prodl.       | Řím            |
| Ambrosiana-Inter   | 5:2                | Vicenza        |
| Boloňa             | 4:1                | Taranto        |
| Lazio              | 0:1                | Brescia        |
| Savona             | 2:3                | Janov          |

### Osmifinále
Zápasy byly na programu mezi 26. až 30. prosince 1937.
| Domácí           | Výsledek     | Hosté       |
| ---------------- | ------------ | ----------- |
| Benátky          | 1:1 a 1:2    | Atalanta    |
| Juventus         | 1:0          | Alessandria |
| Neapol           | 4:2 v prodl. | Řím         |
| Ambrosiana-Inter | 5:1          | Bari        |
| Liguria          | 0:0 a 0:3    | Milán       |
| Boloňa           | 4:1          | SPAL        |
| SIAI Marchetti   | 0:1 v prodl. | Turín       |
| Brescia          | 3:1 v prodl. | Janov       |

### Čtvrtfinále
Zápasy byly na programu 6. ledna a 23. března 1938.
| Domácí   | Výsledek | Hosté            |
| -------- | -------- | ---------------- |
| Juventus | 6:0      | Atalanta         |
| Neapol   | 0:2      | Ambrosiana-Inter |
| Brescia  | 2:6      | Turín            |
| Milán    | 2:0      | Boloňa           |

### Semifinále
Zápasy byly na programu 21. a 28. dubna 1938.
| Domácí   | Výsledek           | Hosté            |
| -------- | ------------------ | ---------------- |
| Juventus | 2:0                | Ambrosiana-Inter |
| Milán    | 2:2 a 2:3 v prodl. | Turín            |

### Finále

#### 1. zápas
| 1. 5. 1938 15:30 CEST |       |                                  |                                                                               |
| Turín                 | 1 : 3 | Juventus                         | Stadio Filadelfia, Turín, Itálie diváci: 14 957 rozhodčí: Raffaele Mastellari |
| D'Odorico 35'         |       | 24', 85' Bellini 72' De Filippis | Stadio Filadelfia, Turín, Itálie diváci: 14 957 rozhodčí: Raffaele Mastellari |

| Turín | Juventus |

|               |    |                  |  |
|               |    |                  |  |
|               | 1  | Giuseppe Maina   |  |
|               | 2  | Luigi Brunella   |  |
|               | 3  | Osvaldo Ferrini  |  |
|               | 4  | Aldo Cadario     |  |
|               | 5  | Giacinto Ellena  |  |
|               | 6  | Bruno Neri       |  |
|               | 7  | Mario Bo         |  |
|               | 8  | Cesare Gallea    |  |
|               | 9  | Fioravante Baldi |  |
|               | 10 | Pietro Buscaglia |  |
|               | 11 | Walter D'Odorico |  |
| Trenér:       |    |                  |  |
| Mario Sperone |    |                  |  |

|                  |    |                      |  |
|                  |    |                      |  |
|                  | 1  | Alfredo Bodoira      |  |
|                  | 2  | Alfredo Foni         |  |
|                  | 3  | Pietro Rava          |  |
|                  | 4  | Teobaldo Depetrini   |  |
|                  | 5  | Luis Monti           |  |
|                  | 6  | Mario Varglien       |  |
|                  | 7  | Savino Bellini       |  |
|                  | 8  | Lodovico De Filippis |  |
|                  | 9  | Guglielmo Gabetto    |  |
|                  | 10 | Ernesto Tomasi       |  |
|                  | 11 | Aldo Giuseppe Borel  |  |
| Trenér:          |    |                      |  |
| Virginio Rosetta |    |                      |  |

#### 2. zápas
| 8. 5. 1938 15:30 CEST |       |           |                                                                                    |
| Juventus              | 2 : 1 | Turín     | Stadio Benito Mussolini, Turín, Itálie diváci: 9 091 rozhodčí: Raffaele Mastellari |
| Gabetto 28', 38'      |       | 20' Baldi | Stadio Benito Mussolini, Turín, Itálie diváci: 9 091 rozhodčí: Raffaele Mastellari |

| Juventus | Turín |

|                  |    |                      |  |
|                  |    |                      |  |
|                  | 1  | Alfredo Bodoira      |  |
|                  | 2  | Alfredo Foni         |  |
|                  | 3  | Pietro Rava          |  |
|                  | 4  | Teobaldo Depetrini   |  |
|                  | 5  | Luis Monti           |  |
|                  | 6  | Mario Varglien       |  |
|                  | 7  | Savino Bellini       |  |
|                  | 8  | Lodovico De Filippis |  |
|                  | 9  | Guglielmo Gabetto    |  |
|                  | 10 | Ernesto Tomasi       |  |
|                  | 11 | Aldo Giuseppe Borel  |  |
| Trenér:          |    |                      |  |
| Virginio Rosetta |    |                      |  |

|               |    |                  |  |
|               |    |                  |  |
|               | 1  | Giuseppe Maina   |  |
|               | 2  | Luigi Brunella   |  |
|               | 3  | Osvaldo Ferrini  |  |
|               | 4  | Aldo Cadario     |  |
|               | 5  | Giacinto Ellena  |  |
|               | 6  | Bruno Neri       |  |
|               | 7  | Mario Bo         |  |
|               | 8  | Raf Vallone      |  |
|               | 9  | Fioravante Baldi |  |
|               | 10 | Pietro Buscaglia |  |
|               | 11 | Walter D'Odorico |  |
| Trenér:       |    |                  |  |
| Mario Sperone |    |                  |  |

## Vítěz
| Coppa Italia Vítěz pro rok 1937/1938 |
| ------------------------------------ |
| Juventus FC                          |
|                                      |

## Střelecká listina
| Pořadí | Jméno              | Klub               | Branky |
| ------ | ------------------ | ------------------ | ------ |
| 1.     | Giuseppe Meazza    | Ambrosiana-Inter   | 8      |
| 2.     | Luigi Lessi        | Aquila             | 6      |
| 3.     | Nicola Bruscantini | Anconitana-Bianchi | 5      |
| 3.     | Giovanni Moretti   | Milán              | 5      |
| 3.     | Luigi Uneddu       | Vigevano           | 5      |